# Kerta
Kerta est un village et une commune hongroise située dans le comitat de Veszprém. La superficie est 15,46 km².